# Lübeck Air
Lübeck Air ist eine deutsche virtuelle Fluggesellschaft mit Sitz und Basis am Flughafen Lübeck-Blankensee. Die Fluggesellschaft verfügt jedoch über kein eigenes Luftverkehrsbetreiberzeugnis (AOC). Daher werden die Flüge der Lübeck Air von verschiedenen Partner-Airlines durchgeführt.

## Geschichte
Lübeck Air wurde 2016 von dem Lübecker Unternehmer Winfried Stöcker gegründet. Im selben Jahr setzte die Fluggesellschaft ihr erstes Flugzeug, eine Dassault Falcon 7X, für Charter- und Geschäftsflüge ein.
Im Mai 2019 gab die Fluggesellschaft bekannt, eine ATR 72-500 zu kaufen und damit den Linienverkehr aufzunehmen. Als mögliche Ziele wurden Stockholm, London und Frankfurt genannt. Im Januar 2020 gab Lübeck Air bekannt, ab Juni 2020 von Lübeck aus nach München und Stuttgart fliegen zu wollen.
Am 1. Mai 2020 wurde einen Monat vor dem Beginn des regulären Flugbetriebes der Erstflug von Lübeck nach München abgesagt. Grund dafür war der Ausbruch der Corona-Pandemie in Deutschland. Der Erstflug wurde auf den 17. August 2020 verschoben.
Am 21. Juli 2020 landete die ATR 72 der Gesellschaft erstmals auf dem Flughafen Lübeck-Blankensee. Nach einer kurzen Feier wurde ein Rundflug für die Mitarbeiter des Flughafens über die Lübecker Bucht durchgeführt.
Am 17. August 2020 wurde der Erstflug von Lübeck nach München durchgeführt.
Mitte 2021 hat Lübeck Air zunächst nur als saisonale Flüge die Verbindungen nach Salzburg und Bern angekündigt.
Lübeck Air kündigte Mitte Dezember 2021 ebenfalls an, das Streckennetz ab April 2022 deutlich auszubauen. So waren unter anderem Ziele auf den Balearischen Inseln angekündigt, Reykjavik in Island und Jersey in Großbritannien. Es war ebenfalls angedacht, eine weitere ATR 72-500 in die Flotte aufzunehmen.
Seit Mai 2022 war German Airways mit einer Embraer 190 für Lübeck Air unterwegs.
Im März 2023 wurde bekannt gegeben, dass die Strecke Lübeck – Stuttgart eingestellt wird. Weiterhin wurde bekannt gegeben, dass der Betrieb des Flugzeugtyps ATR 72-500 auslaufen und durch den Einsatz anderer Maschinen abgelöst werden soll. Dadurch sollen neue Strecken bedient werden. Im Verlauf des Sommers 2023 waren eine geleaste Dornier 328 von Private Wings sowie eine A320 von Nordica für Lübeck Air im Einsatz.
Im September 2023 gab die Fluggesellschaft bekannt, ab dem 28. Oktober den Flugbetrieb vorerst einzustellen und die Winterzeit für eine Umstrukturierung nutzen zu wollen. Die Sprecherin der Fluglinie, Stefanie Eggers, gab im Januar 2024 bekannt, dass Lübeck Air durch eine strategische Entscheidung bedingt auch im Sommer 2024 keine Flüge anbieten wird.

## Flugziele
Lübeck Air bedient Stand Herbst 2023 noch die Strecken von Lübeck nach München, Bergen, Bern, Mahón und Olbia.
Im Sommerflugplan 2023 werden ab Lübeck Ziele innerhalb Europas im Linien- und Charterbetrieb angeflogen.

## Flotte

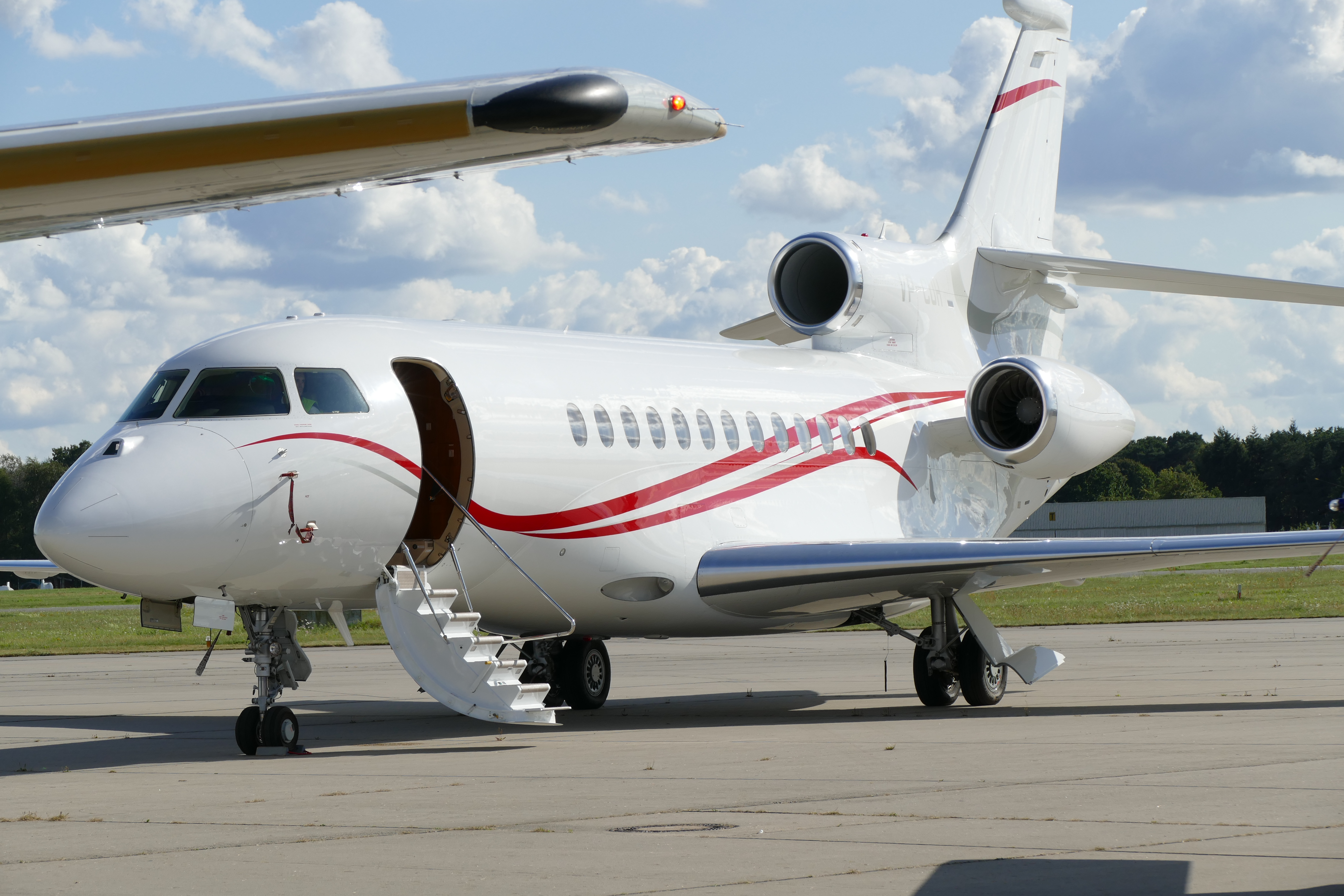
Dassault Falcon 7X der Lübeck Air

Mit Stand September 2023 besteht die Flotte der Lübeck Air aus keinem Flugzeug.

### Ehemalige Flugzeugtypen
- ATR 72-500
- Embraer E-175[14]
- Embraer 190[14]
- Dassault Falcon 7X